# 8 Puppis
8 Puppis är en gulvit underjätte i Akterskeppets stjärnbild.
Stjärnan har visuell magnitud +6,36 och är nätt och jämnt synlig för blotta ögat vid mycket god seeing. Den befinner sig på ett avstånd av ungefär 245 ljusår.